# Особняк и доходный дом М. И. Сотникова
Особняк и доходный дом М. И. Сотникова — жилой дом на улице Малая Ордынка, дом № 35, в Москве, построенный в 1891—1893 годах по проекту архитектора Н. Д. Струкова.
Выявленный объект культурного наследия.

## История
В 1891 архитектором Н. Д. Струковым был построен особняк М. И. Сотникова, по заказу последнего.
Но уже в 1893 году он был достроен до того состояния, когда правильнее уже стало называть его доходным домом.